# Gema del Río

Maria Solé i Cuñat, más conocida por su nombre artístico, Gema del Río (1913 - julio de 1996) fue una vedette y actriz catalana muy conocida en las décadas de los años 40 y 50 del siglo pasado. Fue revista en casi todos los teatros Paral·lel.

## Trayectoria profesional
Revista musical
- 1943. La rana verde. Teatro Español de Barcelona.
- 1943. 2 millones para 2. Teatro Español de Barcelona.
- 1943. Felices Pascuas. Teatro Olympia de Barcelona.
- 1944. Bellezas de Hollywood. Teatro Olympia de Barcelona.
- 1945. Bajo un cielo mejicano. Teatro Nou de Barcelona.
- 1947. ¡Taxi...al Cómico!. Teatro Còmic de Barcelona.
- 1947. Gran Cliper. Teatro Còmic de Barcelona.
- 1949. Las ocho mujeres de Adán. Teatro Talía de Barcelona.
- 1949. Tres maridos en globo. Teatro Talía de Barcelona.
- 1950. Las modelos de M. Dupont. Teatro Cómico de Barcelona.
- 1950. Al Paralelo... 60. Teatro Arnau de Barcelona.
- 1951. Medio siglo de canciones. Teatro Barcelona de Barcelona.
- 1952. Las ambiciosas. Teatro Borrás de Barcelona.
- 1953. La cuarta dimensión. Teatro Romea de Barcelona.
- 1953. ¡Paso al Zorro!. Teatro Còmic de Barcelona.
- 1954. Carrusel de fantasías. Teatro Romea de Barcelona.
- 1954. Desfile de estrellas. Teatro Romea de Barcelona.

Vodevil
- 1966. Nannette m'ha dit que sí. Teatro Poliorama de Barcelona.
- 1966. El senyor Bernat i la Llucieta. Teatro Barcelona de Barcelona.
- 1974. Quina nit!.

## Cine
- 1945. Ángela es así. Director: Ramon Quadreny.
- 1946. Un ladrón de guante blanco. Director: Ricardo Gascón.
- 1946. Leyenda de feria. Director: Juan de Orduña.
- 1955. El Ceniciento. Director: Joan Lladó.

- Datos: Q5876670